# (26226) 1998 GJ1
(26226) 1998 GJ1  es un asteroide perteneciente al cinturón de asteroides, descubierto el 4 de abril de 1998 por Frank B. Zoltowski desde el Observatorio de Woomera, en Australia.

## Designación y nombre
Designado inicialmente como 1998 GJ1.

## Características orbitales
(26226) 1998 GJ1 orbita a una distancia media del Sol de 2,362 ua, pudiendo acercarse hasta 2,180 ua y alejarse hasta 2,543 ua. Tiene una excentricidad de 0,077 y una inclinación orbital de 4,906° grados. Emplea en completar una órbita alrededor del Sol 1325,55 días.

## Características físicas
Su magnitud absoluta es 15,68. Tiene 4,466 km de diámetro y su albedo se estima en 0,185.